# Pelly Island
Pelly Island är en ö i Kanada.   Den ligger i territoriet Northwest Territories, i den nordvästra delen av landet, 4 200 km nordväst om huvudstaden Ottawa. Arean är 27,4 kvadratkilometer.
Terrängen på Pelly Island är mycket platt. Öns högsta punkt är 32 meter över havet. Den sträcker sig 9,7 kilometer i nord-sydlig riktning, och 7,0 kilometer i öst-västlig riktning.